# Pomeznice
Pomeznice (německy Grenzdörfel) je osada, část města Meziměstí, vzdálená od něj zhruba 3 km severně. Leží mezi obcemi Vižňov a Ruprechtice v úpatí Javořích hor.
V osadě je 6 domů (roku 2008), začátkem 20. století zde však stálo třináct domů, z nichž byla většina opuštěna po 2. světové válce po odsunu Němců z pohraničí.
Stálých obyvatel žije v osadě 8. Takto malá osada měla dříve i vlastní hospodu (jedna z obývaných staveb).